# Los Girasoles, Puebla
Los Girasoles är en ort i Mexiko.   Den ligger i kommunen Huauchinango och delstaten Puebla, i den sydöstra delen av landet, 140 km nordost om huvudstaden Mexico City. Los Girasoles ligger 1 397 meter över havet och antalet invånare är 109.
Terrängen runt Los Girasoles är huvudsakligen kuperad, men åt nordväst är den bergig. Runt Los Girasoles är det ganska tätbefolkat, med 192 invånare per kvadratkilometer. Närmaste större samhälle är Huauchinango, 4,9 km sydväst om Los Girasoles. I omgivningarna runt Los Girasoles växer i huvudsak blandskog.